# Třída Kijev (1940)
Třída Kijev (jinak též projekt 48) byla třída torpédoborců sovětského námořnictva z období druhé světové války. Sověti plavidla klasifikovali jako vůdčí lodě torpédoborců, určené k vedení torpédoborcových eskader. Plánována byla stavba až dvanácti jednotek této třídy. Do vypuknutí „Velké vlastenecké války“ byly rozestavěny pouze čtyři a dokončen nebyl žádný.

## Stavba
Třída konstrukčně navazovala na italskými loděnicemi postavenou vůdčí loď torpédoborců Taškent. Plánována byla stavba až dvanácti jednotek třídy Kijev. V letech 1939–1940 byly založeny kýly prvních čtyř. Po německé invazi do Sovětského svazu byly dva rozestavěné torpédoborce evakuovány do Poti. Zůstaly však nedokončeny a po válce byly sešrotovány. Druhý pár ještě ani nebyl spuštěn na vodu, a proto musel být zničen přimo v loděnici, aby nebyl ukořištěn německou armádou.
Jednotky třídy Kijev:
| Jméno   | Loděnice  | Založení kýlu | Spuštěna          | Vstup do služby | Osud                                                         |
| ------- | --------- | ------------- | ----------------- | --------------- | ------------------------------------------------------------ |
| Kijev   | Nikolajev | 1939          | 12. prosince 1940 | –               | Stavba 1941 přerušena, odtažen do Poti, po válce sešrotován. |
| Jerevan | Nikolajev | 1939          | 26. června 1941   | –               | Stavba 1941 přerušena, odtažen do Poti, po válce sešrotován. |
| Perekop | Nikolajev | 1940          | –                 | –               | V srpnu 1941 zničen v loděnici.                              |
| Očakov  | Nikolajev | 1940          | –                 | –               | V srpnu 1941 zničen v loděnici.                              |

## Konstrukce
Plánovanou výzbroj představovalo šest 130mm kanónů ve dvoudělových věžích, dva 76mm kanóny, tři 45mm kanóny, osm 12,7mm kulometů a dva čtyřhlaňové 533mm torpédomety. Plavidla měla rovněž unést až 80 min. Pohonný systém tvořily dva vodotrubní kotle Yarrow a dvě převodové turbíny, pohánějící dva lodní šrouby. Nejvyšší rychlost měla dosahovat 38 uzlů.